# Matolampi
Matolampi är en sjö i Finland. Den ligger i kommunen Perho i landskapet Mellersta Österbotten, i den centrala delen av landet, 300 km norr om huvudstaden Helsingfors. Matolampi ligger 174,7 meter över havet. Arean är 35,7 hektar och strandlinjen är 2,75 kilometer lång. Sjön  ingår i Kymmene älvs huvudavrinningsområde.   Den ligger vid sjön Särkijärvi. I omgivningarna runt Matolampi växer i huvudsak blandskog.